# Tribune (Kansas)
Tribune is een plaats (city) in de Amerikaanse staat Kansas, en valt bestuurlijk gezien onder Greeley County.

## Demografie
Bij de volkstelling in 2000 werd het aantal inwoners vastgesteld op 835.
In 2006 is het aantal inwoners door het United States Census Bureau geschat op 712, een daling van 123 (-14,7%).

## Geografie
Volgens het United States Census Bureau beslaat de plaats een oppervlakte van
1,9 km², geheel bestaande uit land. Tribune ligt op ongeveer 1110 m boven zeeniveau.

## Plaatsen in de nabije omgeving
De onderstaande figuur toont nabijgelegen plaatsen in een straal van 48 km rond Tribune.